# Ceraphron ankaratrae
Ceraphron ankaratrae är en stekelart som beskrevs av Jean Risbec 1953. Ceraphron ankaratrae ingår i släktet Ceraphron och familjen pysslingsteklar. Inga underarter finns listade i Catalogue of Life.